# ویرکلپودور
ویرکلپودور (به انگلیسی: Veerakkalpudur) یک زیستگاه انسانی در هند است که در Salem district واقع شده‌است.

## خصوصیات
ویرکلپودور ۱۶٬۳۵۸ نفر جمعیت دارد.